# 辞源
『辞源』（じげん）は、陸爾奎（りくじけい）が中心になって編纂され、1915年に上海商務印書館から初版が出版された大型の部首引き中国語の辞典。中国最初の近代的な辞典であり、従来の『康熙字典』のような字典でなく、熟語を含む「辞典」である点に特徴がある。
中華人民共和国では古語専用の辞典として生き残った。

## 特徴
『辞源』は『康熙字典』の214部首と画数を採用して親字を並べ、下にその字ではじまる単語をやはり部首画数順に並べている。第3版では親字14210、熟語92646が収録されている。収録語彙は原則として阿片戦争以前のものに限られる。
現代の中華人民共和国で出版されている版は左横書きだが繁体字で書かれている。
親字の発音は、ピンイン・注音符号・反切の3種類で表記されている。反切は初版では『音韻闡微』のものを使用していたが、現在は『広韻』のものが使われている。また四声と（『広韻』の）韻目・三十六字母も明示されている。熟語には特殊な読みをするもの以外、発音はついていない。
大陸出版の『辞源』第2版の説明によれば、以下のような特徴があるという。
1. 旧来の韻書や類書を基礎にしつつ、現代の辞典の特徴をも吸収している
2. 語彙の説明を主とするが、百科事典的な内容をも兼ねる
3. 常用語を主とする
4. 用例は起源を遡ることに重きを置いている

## 歴史
『辞源』は清末の1908年に編纂を開始し、1915年に初版が出版された。
その後、1931年に方毅（ほうき）等によって続編が出版され、新語3万ほどが追加された。1939年には正編と続編を合わせた合訂本が香港で出版された。合訂本は全4冊で、親字11204・熟語87790を収録していた。1949年には一般向けに熟語数を減らした簡編が出版された。
中華人民共和国では中華書局の『辞海』との差別化をはかるために、『辞源』からは現代語が除かれて古籍専用の辞典に変化した。中華人民共和国での最初の版は1958年に作業をはじめ、意見募集用稿本の第1分冊が1964年に出版されたが、文化大革命によって事業は中断した。1979年から1983年までかけて修訂版全4冊の出版が完了した。
『辞源』初版の誕生から百周年にあたる2015年に第3版が出版された。全2冊。紙の辞典以外にオンライン版とUSB版も同時に発売された。

## 各版

### 初版本
1908年（光緒34年）、陸爾奎（1862年 - 1935年）、方毅らによる編纂が開始する。 1915年10月、『辞源』正式出版。1931年12月、続編出版。1939年6月、合訂本（合本版）出版。1939年、簡編出版。
詞（単語）に特化し、百科事典的性格も併せ持つ総合的な語学の工具書である。 歴史文物、典章制度、古今の地名・人名・書名、社会科学・自然科学分野の新語など、一般語、慣用語（成語）、引用語（典故）の13,000以上の単字と10万以上の複辞を収録している。 現代辞書の方式である「以字帯詞」で構成され、まず単語が掲載され、次に同じ接頭辞を持つ複詞が掲載されている。単語は部首によってまとめられ、複詞は「分條釈義」の原則に基づいて定義の根拠となる書証を添えて解釈される。書証の証拠から意味を追跡することに重点を置いているため、『辞源』と名付けられている。

### 台湾版本
1957年、台湾商務印書館より『辞源増修』が出版された。また、1970年には同じく台湾商務印書館より趙冠主編、8,700項目増加の『辞源補編』が出版された。
1978年に王夢鷗主編で再度改訂され、『正編』『續編』『補編』の3編と、その際に追加された新語句が一貫して整理・再編集され、合計29430項目が追加された。 中でも最も多いのは文学で15000項目以上、次いで仏教語、詞曲名、社会科学用語となっている。 改訂版の総語数は11,491語、総項目数は128,074項目となっており、『増修辞源』と命名された。(ISBN: 9789570513738 アーカイブ 2022年2月10日 - ウェイバックマシン)。収録単字は、反切、直音、韻目が記され、その後に字義と書証が記されている。 本書は、同じ筆画が一定の順序で続かない点を除き、「部首-筆画」の順序で配列されている。 本書は「部首-筆画」の順で配列されているが、同じ筆画が更に一定の順序で配列されることはない。 上巻には部首一覧、難字一覧を、下巻には「增修辭源綜合索引」を付し、画数検索に従って配列し、本文中に発音記号がない場合は各文字に注釈を付けて補うようにした。 巻末には「世界各国一覧表」「中華民国中央政府組織表」を収録する。
この辞書は台湾での最後の編纂であり、その後、臺灣商務印書館から出版されたものは大陸版である。

### 大陸版本
1949年と1950年には、大陸で簡編本と修改本が出版された。

#### 第二版
1958年改訂開始。改訂の目的は、古書（文言）を読むための専門辞書として、また古典文学や歴史学の研究者の参考工具（レファレンス）として活用できるようにすることであった。商務印書館は、吳澤炎を筆頭に、趙守儼、周云青、劉葉秋、吳玉如、張子厚、王庚齡、陳丙炎らで「辭源組」を設置した。1965年、第2部の改訂原稿が半分完成し、第3部、第4部の原稿が当初処理されたが、文化大革命により、出版されなかった。 しかし、様式、編纂目的、編纂指針、対象読者の変化は、辞書に大きな影響を及ぼした。
1975年夏、『辭源』の改訂は再び国家的な辞書出版計画に盛り込まれた。 中央政府は、四省（広東、広西、河南、湖南）を指定し、商業出版社編集部と連携する改訂機関を設置させた。 1979年から1983年にかけて、商業出版社から第2版である『辞源修訂版』全4巻が刊行された。 第2版は、吳澤炎（1913-1995）、 黄秋威（1918-2001）、 劉葉秋（1917-1988）などにより編纂された。
1988年に合訂本一巻（ISBN 9787100005401）、1991年に合訂本二巻が出版された。修訂本では、単字12890語、複詞84134語を収録し、総字数は12,000000である。 阿片戦争（1840年）以前の語彙に限定されている。旧版の自然科学、社会科学、応用科学などに関連する単語を削除し、共通語を追加して古代の書面語とその語源を強化し、典故や文物典章制度に関連する問題を解決し、後期中等教育以上の水準の読者を対象とした古典籍のための辞書となった。本書は、部首・部首配列法に基づき、拼音と注音が使用されている。10万項目近くを収録し、1200万字によって網羅的に解説し、『広韵』の反切を記し、その後に個々の字義と書証の一覧を掲載している。
本文の校正に漏れがあったため、田忠俠が確認・検討・校正を行い、『辞源考訂』（黒龍江人民出版社、1988年）、『辞源読考』（東北師範大学出版社、1992年）の2冊を完成させており、本文の貴重な参考文献となっている。

#### 第三版
2015年、何九盈（北京大学教授）、王寧（北京師範大学教授）、董琨（中国社会科学院研究員）を主編として、商務印書館から『辞源第三版』（ISBN 9789620704093）が発行された。 見出し字14210字、複詞92646語、図版1000点以上を収録し、合計約1200万字の文量である。 1979年版を基礎として、現代の学者による古書照合の成果やコンピュータ技術を駆使して改定された。